# Alepocephalus tenebrosus
Espèce
Alepocephalus tenebrosus est une espèce de poisson d'eau profonde de la famille des Alepocephalidae. On le trouve dans le Pacifique jusqu'à 5500 mètres de profondeur.
C'est une espèce mal connue dont le mode de vie est peu documenté. On sait qu'il vit près du fond, où il se nourrit de petits crustacés, et qu'il peut atteindre une taille de 60 cm.